# Champawattigern

Champawattigern

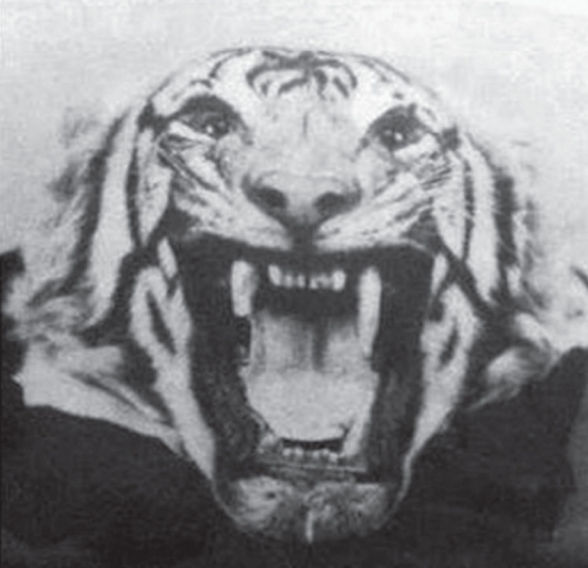
Champawattigern

Champawattigern var en ökänd bengalisk tigerhona som omkring 1900-talets början dödade sammanlagt 436 människor i Nepal och norra Indien. Detta är fler människor än något annat människoätande djur har dödat. Hon sköts till slut till döds år 1907 av den kände storviltsjägaren Jim Corbett. 

## Historia
Det som fick denna tiger att börja jaga människor var troligen att en jägare sköt sönder hennes två hörntänder i höger sida av munnen. Skadan gjorde det omöjligt för henne att jaga och fälla vanliga byten som vildsvin, hjortar, gaurer och antiloper. Tigerns första attacker ägde rum i området Rupal i västra Nepal.
Trots att man flera gånger skickade ut jägare för att döda henne lyckades tigern undvika dem alla. Först när dödstalet stigit till 200 offer skickades Nepals armé ut av regeringen för att döda tigern. Tigern undkom även denna gång, men tvingades att överge sitt revir och flydde över gränsen till det norra brittiskstyrda Indien där hon påbörjade ett nytt skräckvälde runt bland annat byarna Champawat (varav hon fick sitt namn) och Pali.
Tigern anpassade sin jaktstrategi för att bäst jaga och undvika människor, hon vandrade långa sträckor bara på en dag mellan byarna i jakt på nya offer. Detta är mera likt beteendet och vanorna hos en sibirisk tiger än en bengalisk tiger. Tigerns jaktstrategi skapade ett stort territorium inom Kumaon-området där flera byar ingick. Champawat låg i mitten av det området. Oftast var tigerns offer kvinnor och barn, som var som mest utsatta för anfall när de var tvungna att gå ut i skogen för att samla ved eller foder till boskapen.
Tigern blev alltmer territoriell och modigare för varje attack och hon anföll och dödade sina offer i fullt dagsljus (vilket tigrar ofta gör olikt lejon och leoparder som främst jagar under natten). Detta gjorde många bybor ovilliga att jaga henne eller ens lämna sina hem för att arbeta då de kunde höra tigern ryta från skogen bara hundra meter från byn.

## Hjälpen kommer
Tigerns härjningar pågick fram till 1907 då den erfarne jägaren överste Jim Corbett (specialiserad på att spåra och skjuta farliga djur, han hade skjutit sin första leopard redan som tioåring) kallades in av de livrädda invånarna i byn Pali, där tigern nyligen dödat en kvinna och en ung flicka med två veckors mellanrum.
Corbett hade till en början svårt att lokalisera tigern då inga attacker ägde rum och de flesta bybor var för rädda för att ta reda på mer om tigerns vanor. Corbett fick istället vänta tills tigern dödade en sextonårig flicka nära Champawat där Corbett befann sig. Attacken var så brutal att Corbett kunde spåra tigern genom avbitna kroppsdelar, kläder och blodspår. Spåret ledde till en ravin där tigern vilade. Corbett hamnade nästan i tigerns bakhåll då han inspekterade ett avbitet skenben från hennes offer i ett vattenhål men lyckades skrämma bort tigern med ett par gevärsskott. Corbett tvingades avbryta jakten då spåren försvann vid bergen, för att hinna tillbaka till byn innan natten. Han beslutade att ihop med byborna att organisera en fälla för tigern där byborna skulle driva tigern mot honom från den bredare delen av dalen till den smala delen av dalen där Corbett skulle vänta in henne.

## Klappjakten på tigern
Med hjälp av nästan 300 bybor lyckades Corbett nästa dag skjuta tigern då byborna lyckades driva henne mot dalens smala ände genom att föra oväsen, genom att slå på trummor, avfyra gevär, rulla ner stenblock från sluttningar och ropa i kör. Hans två första skott träffade henne i bröstet och i skuldran. Inget av skotten var direkt dödande, men tigern försökte ändå fly istället för att anfalla. Sitt tredje och sista skott avfyrade han genom en indisk skatteindrivares äldre typ av gevär. Det gamla vapnet sköt fel och träffade istället tigerns ena tass vilket fick henne att kollapsa sex meter från Corbett då hon försökte göra ett sista anfall mot honom. Tigern dog av sina skador genom förblödning. 
Många av byborna ville förstöra tigerns kropp på grund av det elände hon orsakat. Men Corbett visste att kroppen behövdes som bevis för att den fruktade människoätaren verkligen var död, och lät istället byborna visa upp den döda tigern i sina byar innan han flådde av tigern skinnet.
Enligt Corbett var Champawattigern mellan 10 eller 12 år då hon sköts. Det avslutade hennes välde som tidernas värsta människoätare och hon var även den första människoätare som Corbett dödat. Corbett upptäckte hennes förstörda hörntänder och han tog detta som ett bevis för varför hon börjat jaga människor istället för vanliga byten.